# Julio Moreno
Julio Moreno (ur. 12 czerwca 1995 w Quito) – ekwadorski kierowca wyścigowy.

## Życiorys
Po startach w kartingu, Moreno rozpoczął międzynarodową karierę w jednomiejscowych samochodach wyścigowych w 2012 roku od startów w Europejskim Pucharze Formuły Ford oraz w Brytyjskiej Formule Ford. W edycji europejskiej nie był klasyfikowany, a w Wielkiej Brytanii wygrał jeden wyścig i zajął czwarte miejsce w klasyfikacji generalnej. W kolejnych latach startował w seriach z cyklu Formuły Renault, jednak bez większych sukcesów.
W 2015 roku Ekwadorczyk podpisał kontrakt z ekipą ThreeBond with T-Sport na starty w Europejskiej Formule 3. Wystartował w 31 wyścigach, jednak nie zdołał zdobyć punktów.

## Wyniki

### Podsumowanie
| Sezon | Seria                                         | Zespół                 | Wyścigi | Zwycięstwa | PP | NO | Podium | Punkty | Pozycja |
| ----- | --------------------------------------------- | ---------------------- | ------- | ---------- | -- | -- | ------ | ------ | ------- |
| 2012  | Brytyjska Formuła Ford                        | JTR                    | 23      | 1          | 0  | 0  | 5      | 422    | 4       |
| 2012  | Europejski Puchar Formuły Ford                | JTR                    | 3       | 0          | 0  | 0  | 2      | 0      | NS†     |
| 2013  | Północnoeuropejski Puchar Formuły Renault 2.0 | JTR Racing             | 16      | 0          | 0  | 0  | 0      | 48     | 25      |
| 2014  | Północnoeuropejski Puchar Formuły Renault 2.0 | Manor MP Motorsport    | 15      | 0          | 0  | 0  | 0      | 62     | 22      |
| 2014  | Europejski Puchar Formuły Renault 2.0         | Manor MP Motorsport    | 4       | 0          | 0  | 0  | 0      | 0      | NS      |
| 2015  | Europejska Formuła 3                          | ThreeBond with T-Sport | 31      | 0          | 0  | 1  | 0      | 0      | 34      |
| 2015  | Masters of Formula 3                          | ThreeBond with T-Sport | 2       | 0          | 0  | 0  | 0      | N/A    | 10      |
| 2016  | Euroformula Open Championship                 | Campos Racing          | 16      | 0          | 0  | 0  | 0      | 30     | 14      |

† – Moreno nie był klasyfikowany